# Elymiotis ancora
Elymiotis ancora är en fjärilsart som beskrevs av Felder 1874. Elymiotis ancora ingår i släktet Elymiotis och familjen tandspinnare. Inga underarter finns listade i Catalogue of Life.